# Гидропероксильный радикал
Гидропероксильный радикал или пероксильный радикал — это протонированная форма супероксида с формулой HO2.

## Образование
Гидропероксильный радикал образуется в результате переноса атома водорода на молекулу кислорода, путём взаимодействия атома кислорода с гидроксильным радикалом (HO•) или протона с супероксид анионом.

## Химические свойства
В водном растворе супероксид-анион O2− и гидропероксильный радикал находятся в равновесии:
O2− + H2O  HO2 + OH−
Константа равновесия этого процесса pKa = 4.88, из чего можно сделать вывод, что 0,3 % супероксида в цитозоле находится в протонированной форме.
В отличие от O2−, который является сильным восстановителем, HO2• в ходе многих биологически важных реакций может вести себя как окислитель, отбирая атомы водорода от токоферола и полиненасышенных жирных кислот липидной мембраны. По этой причине он является одним из основных инициаторов перекисного окисления липидов.
Поскольку диэлектрическая постоянная сильно влияет на pKa, а диэлектрическая проницаемость воздуха весьма мала, образующийся (фотохимически) в атмосфере супероксид практически полностью существует в форме HO2•. Поскольку HO2• весьма реакционноспособен, он действует как атмосферное «моющее средство», разлагая некоторые органические загрязнители. По этой причине химия HO2 имеет геохимическое значение.

## Воздействие на окружающую среду
Гидропероксильный радикал разрушает озоновый слой стратосферы; он образуется в результате окисления углеводородов в тропосфере.